# 蘇心甯
蘇心甯（1982年6月25日—），藝名LaLa，台灣女藝人。畢業於今已停辦不復存在的東方技術學院大眾傳播科，有美容美髮丙級證照。

## 演藝生涯
LaLa曾獲選高雄小姐第一名，以前曾是La New熊的啦啦隊隊員，也是取名Lala的原因。
2016年8月登GQ女郎雜誌專訪。LaLa是綜藝節目國光幫幫忙的助理主持。現為通告藝人，出現在各大綜藝節目。

## 助理主持
- 三立電視台國光幫幫忙

## MV
- 2019年出演  童立安《再見不見》

## 得獎紀錄
- 台灣區城市小姐選美~高雄市第一名
- 緯來職撞~最愛舉牌女郎票選第一名
- Jägermeister Queen~網路票選第一名

## 外部連結
- La la 蘇心甯的Facebook專頁
- LaLa蘇心甯的新浪微博
- Lala 蘇心甯的Instagram帳戶